# Mayfield (Pensilvania)
Mayfield es un borough ubicado en el condado de Lackawanna, Pensilvania, Estados Unidos. Tiene una población estimada, a mediados de 2021, de 1756 habitantes.

## Geografía
La localidad está ubicada en las coordenadas 41°32′23″N 75°31′52″O / 41.53972, -75.53111 (41.539668, -75.531066).

## Demografía
Según la Oficina del Censo, en 2000 los ingresos medios de los hogares de la localidad eran de $30,074 y los ingresos medios de las familias eran de $38,167. Los hombres tenían ingresos medios por $29,336 frente a los $20,427 que percibían las mujeres. Los ingresos per cápita para la localidad eran de $17,106. Alrededor del 7.5% de la población estaba por debajo del umbral de pobreza.
De acuerdo con la estimación 2016-2020 de la Oficina del Censo, los ingresos medios de los hogares de la localidad son de $73,750 y los ingresos medios de las familias son de $77,679. Alrededor del 8.7% de la población está por debajo del umbral de pobreza.